# یوشیوکی کورودا
یوشیوکی کورودا (انگلیسی: Yoshiyuki Kuroda؛ ۴ مارس ۱۹۲۸ – ۲۲ ژانویه ۲۰۱۵ (aged 86)) Director, special effects director، فیلم‌نامه‌نویس اهل ژاپن بود. وی بین سال‌های ۱۹۵۶ تا ۱۹۹۹ میلادی فعالیت می‌کرد.